# Microplitis longiradiusis
Microplitis longiradiusis är en stekelart som beskrevs av Xu och He 2003. Microplitis longiradiusis ingår i släktet Microplitis och familjen bracksteklar. Inga underarter finns listade i Catalogue of Life.